# Dennis John
Dennis Tobias John (* 17. Juli 1983 in Augsburg) ist ein deutscher Psychologe. Seit 2019 ist er als Professor an der Evangelischen Hochschule in Nürnberg tätig und leitet seit 2023 das Institut für Praxisforschung und Evaluation (IPE).

## Biografie

### Ausbildung
Dennis John begann 2004 sein Studium der Psychologie und Gerontologie zunächst an der Universität Regensburg und anschließend an der Friedrich-Alexander-Universität Erlangen-Nürnberg, das er 2009 als Diplompsychologe beendete. Im Zeitraum von 2009 bis 2014 promovierte Dennis John an der Friedrich-Alexander-Universität Erlangen-Nürnberg. Thema der Promotion war das Zeiterleben im Alltag Erwachsener.

### Berufsleben
Von 2009 bis 2014 war Dennis John an der Friedrich-Alexander-Universität in Erlangen-Nürnberg als wissenschaftlicher Mitarbeiter tätig und arbeitete in Forschungsprojekten der Volkswagenstiftung und des Deutschen Instituts für Wirtschaftsforschung. Während seines Studiums und seiner Promotion war er Stipendiat der Studienstiftung des deutschen Volkes.
Nach der Promotion arbeitete er im Zeitraum von 2014 bis 2017 als Referent für allgemeine Gesundheitsförderung und Leiter der Arbeitsgruppe „Psychosoziale Angebote“ der AOK Bayern. In seiner Tätigkeit im zentralen Bereich Gesundheitsförderung konzipierte und evaluierte er diverse Präventions- und Gesundheitsförderungsprojekte in Betrieben, Schulen und Hochschulen im Rahmen des §20 SGB V.
2017 wechselt Dennis John zur FOM Hochschule, wo er für zwei Jahre als Professor für Wirtschafts- und Gesundheitspsychologie tätig war.
Seit 2019 ist Dennis John an der Evangelischen Hochschule Nürnberg Professor für Psychologie des Erwachsenenalters. Sein Lehrgebiet umfasst die Grundlagen der Psychologie, humanistische und positive Psychologie, Entwicklungspsychologie, Gesundheitswissenschaften und Gesundheitsförderung sowie qualitative und quantitative Forschungsmethoden. Seit 2023 leitet Dennis John zudem das Institut für Praxisforschung und Evaluation (IPE).

## Wissenschaftliche Arbeit
Sein Interesse an den Forschungsschwerpunkten E-Health und mHealth zeigt Dennis John durch seine Forschungsprojekte mit der Anwendung TrackYourStress und Corona-Health. Die digitalen Anwendungen wurden mehrfach zur Erhebung bestimmter psychologischer Faktoren wie beispielsweise Stresserleben verwendet. Weiterhin forscht Dennis John zur Zukunftsperspektive, der subjektiven Zeitwahrnehmung und Zeitgestaltung im Laufe des Lebens. Auch die Gesundheitsförderung in Lebenswelten ist ein prävalenter Forschungspunkt, der in Dennis Johns Publikationen und Berichten vermehrt zu finden ist. Dabei geht es um gesundheitsfördernde und präventive Maßnahmen im Betrieb sowie Stressmanagement im Setting (Hoch-)Schule und Präventionsangebote in der kommunalen Gesundheitsförderung.
Gemeinsam mit einem interdisziplinären Team forscht er derzeit am Institut für Praxisforschung und Evaluation (IPE) i) zum Bedarf, zur Akzeptanz und zur Implementierung von (digitalen) Gesundheitsförderungsangeboten und Präventionsmaßnahmen in Lebenswelten wie Kommunen, Schulen oder Betrieben, ii) zur Datenkompetenz und zu Evaluations- und Wirkungsfragen im Sozial-, Gesundheits- und Bildungsbereich sowie iii) zu Einsatzmöglichkeiten von Mixed-Methods-Designs in kirchlich-diakonischen Arbeitsfeldern. 
Er ist Autor zahlreicher Artikel in nationalen und internationalen Fachzeitschriften. 

## Publikationen

### Auswahl wissenschaftliche Artikel
- Short assessment of the big five: robust across survey methods except telephone interviewing (2011).
- Subjective acceleration of time experience in everyday life across adulthood (2015).
- A three-component model of future time perspective across adulthood (2015).
- Klassisches oder digitales Stressmanagement im Setting Hochschule (2018).
- A personalized sensor support tool for the training of mindful walking (2018).
- Machine learning findings on geospatial data of users from the TrackYourStress mHealth crowdsensing platform (2019).
- Exploring the time trend of stress levels while using the crowdsensing mobile Health platform TrackYourStress, and the influence of perceived stress reactivity (2019).
- Corona-Health: A study- and sensor-based mobile app platform exploring aspects of the COVID-19 Pandemic (2021).
- The impact of coping styles and gender on situational coping: An ecological momentary assessment study with the mHealth application TrackYourStress (2022).
- Adapting to unavoidable loss during adulthood: A thinking-aloud study with video vignettes (2012).
- Themenzentrierte Interaktion und Positive Psychologie im Dialog (2020).

### Dissertation
- Subjektive acceleration of time in older adults everyday life: motivation matters (2014).